# Veronica, n.2
Veronica, n.2 è un singolo del gruppo musicale italiano Baustelle, pubblicato il 2 marzo 2018 come primo estratto dal loro ottavo album in studio L'amore e la violenza - Vol. 2.

## Descrizione
Il brano è stato eseguito dal vivo dal gruppo già nel 2017, durante diverse tappe del tour dedicato a L'amore e la violenza. Il frontman dei Baustelle, Francesco Bianconi, a proposito della canzone, ha dichiarato:
Il testo, vagamente autobiografico, parla di un amore totalizzante, nel momento dell'innamoramento, per cui il protagonista, filosoficamente pessimista e nichilista, ribalta completamente la propria visione pratica perché "adesso c'è Veronica / È tempo di Veronica... Solo per Veronica / Vedi la vita diversa con Veronica / Credi che il vuoto di colpo sia bellissimo / Neghi che tutto sia vano e tutto inutile..."
Entrambi gli amanti vengono da situazioni dolorose "Io lo so bene, ok, come si brucia sul rogo / E so la croce che hai portato quest'anno (...) ma so il dolore che s'indossa d'inverno / è l'unica certezza di ogni amante mortale / è che mi manchi da star male".
Ma il protagonista è così innamorato di Veronica da dirsi disposto a tutto per lei, a ignorare il mondo e mutare perfino convinzioni: "Uccidi per poterla salvare / Per toccare / La pelle di Veronica / Gli occhi di Veronica... Vedi Berlino distrutta dalla svastica... Neghi che tutto è una merda intollerabile / Preghi per un mondo migliore..."

## Video musicale
Il videoclip della canzone è stato pubblicato il 2 marzo 2018. Esso è stato realizzato da Ground's Oranges, per la regia di Zavvo Nicolosi. La protagonista del video è la modella Danira Yermanova.

## Tracce
1. Veronica, n.2 – 3:50